# Darisodes dissimilis
Darisodes dissimilis là một loài bướm đêm trong họ Geometridae.